# Yoshida Kentaro
Kentaro Yoshida (sinh ngày 5 tháng 10 năm 1980) là một cầu thủ bóng đá người Nhật Bản.

## Sự nghiệp câu lạc bộ
Kentaro Yoshida đã từng chơi cho Kyoto Purple Sanga, Mito HollyHock, Tochigi SC và Matsumoto Yamaga FC.